# Lijst van Archaeidae
De lijst van Archaeidae  bevat alle wetenschappelijk beschreven soorten spinnen uit de familie van Archaeidae.

## Afrarchaea
Afrarchaea Forster & Platnick, 1984
- Afrarchaea bergae Lotz, 1996
- Afrarchaea entabeniensis Lotz, 2003
- Afrarchaea fernkloofensis Lotz, 1996
- Afrarchaea fisheri Lotz, 2003
- Afrarchaea godfreyi (Hewitt, 1919)
- Afrarchaea haddadi Lotz, 2006
- Afrarchaea harveyi Lotz, 2003
- Afrarchaea kranskopensis Lotz, 1996
- Afrarchaea lawrencei Lotz, 1996
- Afrarchaea mahariraensis Lotz, 2003
- Afrarchaea ngomensis Lotz, 1996
- Afrarchaea royalensis Lotz, 2006
- Afrarchaea woodae Lotz, 2006

## Austrarchaea
Austrarchaea Forster & Platnick, 1984
- Austrarchaea alani Rix & Harvey, 2011
- Austrarchaea aleenae Rix & Harvey, 2011
- Austrarchaea binfordae Rix & Harvey, 2011
- Austrarchaea christopheri Rix & Harvey, 2011
- Austrarchaea clyneae Rix & Harvey, 2011
- Austrarchaea cunninghami Rix & Harvey, 2011
- Austrarchaea daviesae Forster & Platnick, 1984
- Austrarchaea dianneae Rix & Harvey, 2011
- Austrarchaea harmsi Rix & Harvey, 2011
- Austrarchaea helenae Rix & Harvey, 2011
- Austrarchaea hickmani (Butler, 1929)
- Austrarchaea judyae Rix & Harvey, 2011
- Austrarchaea mainae Platnick, 1991
- Austrarchaea mascordi Rix & Harvey, 2011
- Austrarchaea mcguiganae Rix & Harvey, 2011
- Austrarchaea milledgei Rix & Harvey, 2011
- Austrarchaea monteithi Rix & Harvey, 2011
- Austrarchaea nodosa (Forster, 1956)
- Austrarchaea platnickorum Rix & Harvey, 2011
- Austrarchaea raveni Rix & Harvey, 2011
- Austrarchaea robinsi Harvey, 2002
- Austrarchaea smithae Rix & Harvey, 2011

## Eriauchenius
Eriauchenius O. P.-Cambridge, 1881
- Eriauchenius ambre Wood, 2008
- Eriauchenius anabohazo Wood, 2008
- Eriauchenius borimontsina Wood, 2008
- Eriauchenius bourgini (Millot, 1948)
- Eriauchenius cornutus (Lotz, 2003)
- Eriauchenius gracilicollis (Millot, 1948)
- Eriauchenius griswoldi Wood, 2008
- Eriauchenius halambohitra Wood, 2008
- Eriauchenius jeanneli (Millot, 1948)
- Eriauchenius lavatenda Wood, 2008
- Eriauchenius legendrei (Platnick, 1991)
- Eriauchenius namoroka Wood, 2008
- Eriauchenius pauliani (Legendre, 1970)
- Eriauchenius ratsirarsoni (Lotz, 2003)
- Eriauchenius spiceri Wood, 2008
- Eriauchenius tsingyensis (Lotz, 2003)
- Eriauchenius vadoni (Millot, 1948)
- Eriauchenius voronakely Wood, 2008
- Eriauchenius workmani O. P.-Cambridge, 1881